# LOL: Last One Laughing Argentina
LOL: Last One Laughing Argentina (en ocasiones también llamado LOL Argentina) es un reality show de competencia humorística producido por Banijay para Prime Video. Se trata de una adaptación del formato japonés Hitoshi Matsumoto Presents Documental.  El reality fue estrenado el 16 de marzo de 2023 y durante sus dos temporadas, es conducido por la multipremiada presentadora de televisión argentina Susana Giménez, la apodada "Máxima Diva de la TV argentina"; quien fue acompañada en la temporada 1 con el joven influencer argentino Grego Rossello.
Los estrenos de su segunda y tercera temporada aun no tienen fecha oficial. 

## Formato
La competencia sigue a 10 participantes, quienes en un plazo de seis horas deberán contener su risa. En caso de que algunos de ellos esboce una carcajada recibirá una tarjeta amarilla. Cuando el concursante se ría por segunda vez recibirá una tarjeta roja, la cual indicará su eliminación del concurso.

## Participantes
El 28 de febrero de 2023, se develó la lista oficial completa de los participantes.
| Celebridad        | Celebridad                     | Profesión | Edad         | Ciudad de origen  | Información |
| ----------------- | ------------------------------ | --------- | ------------ | ----------------- | ----------- |
| Juampi González   | Comediante                     | 35 años   | Mendoza      | Ganador           |             |
| Lucas Spadafora   | Influencer y actor             | 22 años   | Bella Vista  | Segundo puesto    |             |
| Martín Rechimuzzi | Comediante, actor y politólogo | 35 años   | Caseros      | Tercer puesto     |             |
| Darío Orsi        | Actor y comediante             | 31 años   | Buenos Aires | Cuarto puesto     |             |
| Charo López       | Actriz                         | 42 años   | Buenos Aires | Sexta eliminada   |             |
| Julián Lucero     | Actor, director y comediante   | 40 años   | Buenos Aires | Quinto eliminado  |             |
| Dan Breitman      | Actor                          | 40 años   | Caballito    | Cuarto eliminado  |             |
| Micaela Lapegüe   | Actriz e instagramer           | 30 años   | Banfield     | Tercera eliminada |             |
| Miguel Granados   | Comediante y actor             | 36 años   | Rosario      | Segundo eliminado |             |
| Yayo Guridi       | Comediante y actor             | 57 años   | Villa María  | Primer eliminado  |             |

## Seguimiento
| Concursante | Episodios  | Episodios            | Episodios  | Episodios  | Episodios  | Episodios | Episodios | Resultado      |
| Concursante | 1          | 2                    | 3          | 4          | 5          | 6A        | 6A        | Resultado      |
| ----------- | ---------- | -------------------- | ---------- | ---------- | ---------- | --------- | --------- | -------------- |
| Juampi      | —          | —                    | Amonestado | —          | —          | —         | 3 risas   | Ganador        |
| Lucas       | —          | —                    | —          | —          | Amonestado | —         | 2 risas   | Segundo puesto |
| Martín      | —          | —                    | —          | —          | Amonestado | —         | 1 risa    | Tercer puesto  |
| Darío       | —          | —                    | —          | Amonestado | —          | —         | 0 risas   | Cuarto puesto  |
| Charo       | Amonestado | —                    | —          | —          | —          | Expulsado |           | Eliminada      |
| Julián      | —          | —                    | Amonestado | Expulsado  |            |           |           | Eliminado      |
| Dan         | —          | Amonestado           | —          | Expulsado  |            |           |           | Eliminado      |
| Micaela     | Amonestado | —                    | —          | Expulsado  |            |           |           | Eliminada      |
| Miguel      | —          | Otorgado · Expulsado |            |            |            |           |           | Eliminado      |
| Yayo        | Amonestado | Expulsado            |            |            |            |           |           | Eliminado      |

| Concursante | Tarjeta    | Tarjeta  | Tarjeta    | Tarjeta  |
| Concursante | Episodio   | Tiempo   | Episodio   | Tiempo   |
| ----------- | ---------- | -------- | ---------- | -------- |
| Darío       | Episodio 4 | 02:33:46 | —          | —        |
| Juampi      | Episodio 3 | 03:15:19 | —          | —        |
| Lucas       | Episodio 5 | 01:45:19 | —          | —        |
| Martín      | Episodio 5 | 01:50:33 | —          | —        |
| Charo       | Episodio 1 | 05:51:28 | Episodio 6 | 00:11:57 |
| Julián      | Episodio 3 | 04:28:44 | Episodio 4 | 01:50:33 |
| Dan         | Episodio 2 | 05:44:17 | Episodio 4 | 02:59:35 |
| Micaela     | Episodio 1 | 05:54:44 | Episodio 4 | 03:10:25 |
| Miguel      | Episodio 2 | 05:17:53 | Episodio 2 | 04:52:31 |
| Yayo        | Episodio 1 | 05:53:24 | Episodio 2 | 04:52:31 |

## Episodios
| N.º | Título                           | Fecha de emisión original |
| --- | -------------------------------- | ------------------------- |
| 1   | «De Argentina para 240 países»   | 16 de marzo de 2023       |
| 2   | «¡Bienvenidos al War Room!»      | 16 de marzo de 2023       |
| 3   | «Cuentitos, canciones y pañales» | 23 de marzo de 2023       |
| 4   | «Todos sufren»                   | 23 de marzo de 2023       |
| 5   | «La cancha se pinta de amarillo» | 30 de marzo de 2023       |
| 6   | «¿Quién se lleva la 10?»         | 30 de marzo de 2023       |

## Premios y nominaciones
| Lista de premios y nominaciones | Lista de premios y nominaciones | Lista de premios y nominaciones                                             | Lista de premios y nominaciones  | Lista de premios y nominaciones | Lista de premios y nominaciones |
| Año                             | Organización                    | Categoría                                                                   | Nominado/a(s)                    | Resultado                       | Ref(s)                          |
| ------------------------------- | ------------------------------- | --------------------------------------------------------------------------- | -------------------------------- | ------------------------------- | ------------------------------- |
| 2023                            | Produ Awards                    | Mejor programa de humor                                                     | LOL: Last One Laughing Argentina | Nominado                        | [ 7 ]                           |
| 2023                            | Produ Awards                    | Mejor dirección entretenimiento - Concurso, reality, variedades o talk-show | Marie Leguizamo                  | Nominada                        | [ 7 ]                           |
| 2024                            | Rose d'Or Latinos               | Entretenimiento de comedia o variedades                                     | LOL: Last One Laughing Argentina | Nominado                        | [ 8 ]                           |